# 1306
| [ Edytuj tabelę ]                          |                                                                                    |
| Król Polski                                | - 1305 Wacław III (niekoronowany) 1306                                             |
| Książę Małopolski                          | - 1305 Wacław III 1306 - 1306 Władysław I Łokietek 1320                            |
| Książę Wielkopolski                        | - 1306 Henryk III głogowski 1309                                                   |
| Król Albanii                               | - 1301 Filip I 1332                                                                |
| Współksiążęta Andory                       | - 1295 Guillem de Montcada 1308 - 1302 Gaston I 1315                               |
| Król Angkoru                               | - 1295 Indrawarman III 1307                                                        |
| Król Anglii                                | - 1272 Edward I 1307                                                               |
| Król Aragonii i Walencji, hrabia Barcelony | - 1291 Jakub II Sprawiedliwy 1327                                                  |
| Margrabia Brandenburgii                    | - 1267 Otto IV 1308 - 1293 Henryk I 1318 - 1304 Waldemar 1319                      |
| Książę Burgundii                           | - 1272 Robert II 1306 - 1306 Hugo V 1315                                           |
| Książę Dolnej Bawarii                      | - 1290 Stefan I 1309 - 1290 Otton III 1312                                         |
| Książę Górnej Bawarii                      | - 1294 Rudolf I 1317 - 1294 Ludwik III 1340                                        |
| Cesarz Bizancjum                           | - 1282 Andronik II Paleolog 1328                                                   |
| Car Bułgarii                               | - 1300 Teodor Swetosław 1322                                                       |
| Cesarz Chin                                | - 1294 Temür Öldżejtü 1307                                                         |
| Król Cypru                                 | - 1285 Henryk II 1306 - 1306 Amalryk z Tyru 1310                                   |
| Król Czech                                 | - 1305 Wacław III 1306 - 1306 Henryk Karyncki 1306 - 1306 Rudolf III Habsburg 1307 |
| Król Danii                                 | - 1286 Eryk Menved 1319                                                            |
| Władca Egiptu                              | - 1299 An-Nasir Muhammad 1309                                                      |
| Cesarz Etiopii                             | - 1299 Uyddym Raad 1314                                                            |
| Król Francji                               | - 1285 Filip IV Piękny 1314                                                        |
| Hrabia Holandii                            | - 1304 Wilhelm III 1337                                                            |
| Cesarz Japonii                             | - 1301 Go-Nijō 1308                                                                |
| Kalif                                      | - 1302 Al-Mustakfi I 1340                                                          |
| Król Kastylii i Leónu                      | - 1295 Ferdynand IV Pozwany 1312                                                   |
| Patriarcha Konstantynopola                 | - 1303 Atanazy I 1309                                                              |
| Władca Korei                               | - 1274 Ch’ungnyŏl 1308                                                             |
| Wielki książę litewski                     | - 1295 Witenes 1316                                                                |
| Cesarz Majapahitu                          | - 1293 Raden Wijaya 1309                                                           |
| Sułtan Maroka                              | - 1286 Abu Jakub Jusuf 1307                                                        |
| Książę Moskwy                              | - 1303 Jerzy Daniłowicz 1325                                                       |
| Król Nawarry                               | - 1305 Ludwik I 1316                                                               |
| Król Norwegii                              | - 1299 Haakon V Długonogi 1319                                                     |
| Hrabia Palatynatu                          | - 1294 Rudolf I Wittelsbach 1317                                                   |
| Papież                                     | - 1305 Klemens V 1314                                                              |
| Król Portugalii                            | - 1279 Dionizy I 1325                                                              |
| Sułtan Rumu                                | - 1303 Masud II 1307                                                               |
| Książę Rusi halickiej                      | - 1300 Jerzy I 1308                                                                |
| Cesarz Rzymski (niemiecki)                 | - 1298 Albrecht I Habsburg 1308                                                    |
| Książę Saksonii                            | - 1298 Rudolf I 1356                                                               |
| Król Serbii                                | - 1282 Stefan Urosz II 1321                                                        |
| Król Szkocji                               | - 1306 Robert I 1329                                                               |
| Król Szwecji                               | - 1290 Birger I Magnusson 1318                                                     |
| Sułtan Turków                              | - 1299 Osman I 1324                                                                |
| Doża Wenecji                               | - 1289 Pietro Gradenigo 1311                                                       |
| Król Węgier                                | - 1305 Bela V 1308                                                                 |
| Wielki mistrz zakonu krzyżackiego          | - 1302 Siegfried von Feuchtwangen 1310                                             |

Rok 1306 / MCCCVI
stulecia: XIII wiek ~
XIV wiek ~
XV wiek

lata: 1296 «
1301 «
1302 «
1303 «
1304 «
1305 «
1306
» 1307
» 1308
» 1309
» 1310
» 1311
» 1316

## Wydarzenia w Polsce
- 15 maja – rozbicie dzielnicowe: książę Władysław Łokietek zajął Wawel, jednak sam Kraków pozostał wierny Czechom. Dopiero po śmierci króla Wacława III (4 sierpnia 1306 r.) poddał się Łokietkowi.
- Wiosna – na mocy paktów z Przemyślidami margrabiowie brandenburscy Herman i Waldemar Wielki wkroczyli na Pomorze.
- 4 sierpnia – morderstwo Wacława III Czeskiego w Ołomuńcu (ostatniego z dynastii Przemyślidów) władcy Polski.
- miał miejsce najazd litewski na Kalisz[1].
- Jesień – Władysław Łokietek pozbawił władzy możnowładczy ród Święców.
- Listopad – Władysław Łokietek zajął Świecie.
- Grudzień – Władysław Łokietek zajął Gdańsk.

- Przejęcie władzy przez Władysława Łokietka.
- Zmarł syn Władysława Łokietka i Jadwigi, Stefan.

## Wydarzenia na świecie
- 27 stycznia – założono Uniwersytet w Orleanie.
- 10 lutego – przyszły król Szkocji Robert I Bruce zabił w pojedynku swego rywala do tronu, Johna Comyn.
- 25 marca – Robert I Bruce został królem Szkocji.
- 27 marca – Robert I Bruce został koronowany na króla Szkocji.
- 19 czerwca – szkocka wojna o niepodległość: Szkoci zostali pokonani przez Anglików w bitwie pod Methven.
- 4 sierpnia – w Ołomuńcu został zamordowany Wacław III, król Czech i tytularny król Polski; tym samym wygasła dynastia Przemyślidów.

- Początek prześladowania templariuszy przez króla Francji Filipa IV Pięknego. Pragnął on zagarnąć na rzecz skarbu ich bogactwa. Filip oskarżył templariuszy o kult diabła, potwornymi torturami wymuszał najbardziej nieprawdopodobne zeznania i dziesiątkami palił ludzi na stosach.
- Filip IV Piękny wypędził Żydów z Francji.
- Zmarł książę Rusi halickiej Jerzy I halicki, mąż rodzonej siostry Łokietka (która także zmarła mniej więcej w tym samym czasie). Władysław Łokietek udzielił pomocy ich synom - Andrzejowi i Lwu - którzy osiedli w księstwie halickim i pozostali wiernymi sojusznikami Polski.
- Joannici pod dowództwem Foulques de Villaret zdobywają wyspy Kos i Kastelorizo, ale ich najazd na Rodos zostaje odparty.

## Zmarli
- 7 maja - Przemysław Raciborski, książę raciborski (ur. ok. 1263)
- 23 lipca – Joanna z Orvieto, włoska tercjarka dominikańska, mistyczka, błogosławiona katolicka (ur. ok. 1264)
- 4 sierpnia - Wacław III, król Czech i niekoronowany król Polski (ur. 1289)
- 12 grudnia – Konrad z Offidy, włoski franciszkanin, błogosławiony katolicki (ur. ok. 1237)